# Johann Wenzel von Gallas
Johan Wenzel von Gallas (Königgrätz, 23 maggio 1669 – Napoli, 25 luglio 1719) è stato un militare e diplomatico austriaco.

## Biografia

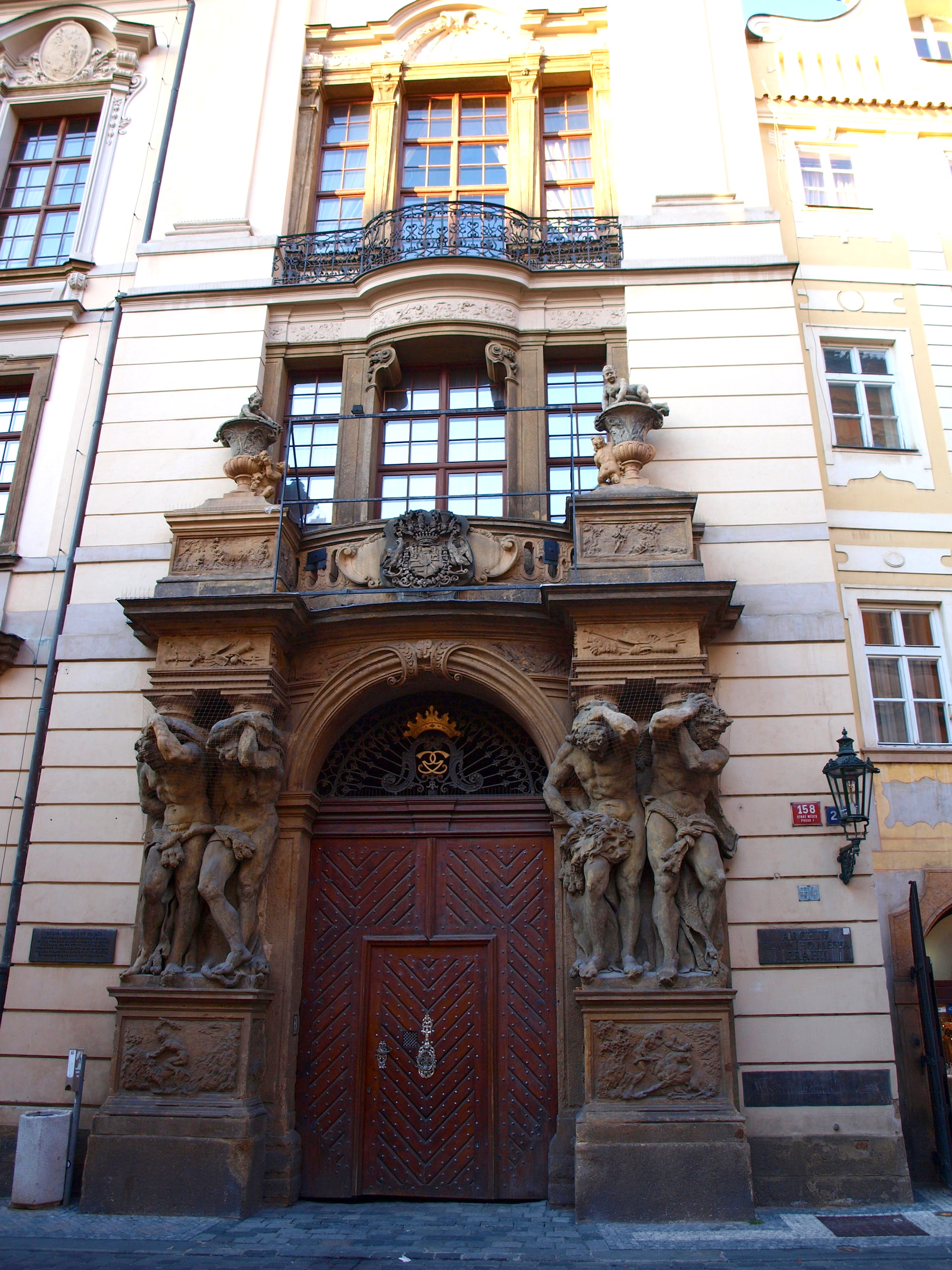
Palazzo Clam-Gallas a Praga.

Johann Wenzel von Gallas era discendente di un'antica e nobile famiglia di origini tirolesi e basche, molto fedele agli Asburgo e venuta in Stiria nel 1552, dove le era stato conferito il titolo nobiliare austriaco di rango comitale, mentre già possedevano la dignità viscontea in Spagna. Era nipote del feldmaresciallo imperiale Mattia Galasso.
Von Gallas si entusiasmò molto giovane per la guerra ai turchi (era discendente di un crociato del XIII secolo) e nel 1683, arruolatosi nel corpo delle truppe boeme dell'imperatore, prese parte alla sconfitta turca sotto le mura di Vienna e poi alle battaglie di Belgrado e Temesvár sotto la direzione del principe Eugenio di Savoia, della cui cerchia era un insigne membro.
Johann ricevette il grado di colonnello di cavalleria nel 1706 e partecipò attivamente alla Guerra di successione spagnola in Germania, facendo parte dell'entourage del duca di Marlborough e catturò alcune navi cariche di rinforzi per i francesi nello stretto di Otranto; per tale azione divenne cavaliere dell'Ordine della Treccia. Questi privilegi gli permise la costruzione di una sua nuova e fastosa residenza a Praga, il celebre Palazzo Clam-Gallas, opera del grande architetto Johann Bernhard Fischer von Erlach.
Fu Viceré austriaco di Napoli dal 4 luglio al 24 luglio del 1719, quando morì a causa di un'epidemia di colera scoppiata nella città. Il suo cuore venne sepolto nella cappella di famiglia nella Chiesa della Visitazione di Haindorf, in Boemia.

## Matrimoni e figli
Il 25 aprile 1700, a Vienna, Johann Wenzel von Gallas sposò la contessa Maria Anna Francesca Eva von Dietrichstein-Nikolsburg (10 agosto 1681 - 1704/1705). Da questo matrimonio ebbe un solo figlio:
- Philipp Joseph (m. 23 maggio 1757), il quale defunse senza eredi e con lui si estinse la linea diretta dei von Gallas. Il patrimonio, il cognome ed i titoli di famiglia vennero ereditati da un nipote di questi, il barone Christian Philipp von Clam (29 aprile 1748 – 8 febbraio 1805), che diede vita alla famiglia Clam-Gallas.

Dopo la morte della prima moglie, ne sposò la sorella Ernestine von Dietrichstein-Nikolsburg (13 luglio 1683 – 30 gennaio 1744) il 26 agosto 1716 a Vienna, moglie che sopravvisse al marito e che sposò il conte Aloys Thomas Raimund von Harrach, successore del marito alla carica di viceré di Napoli. Da questo matrimonio nacque una figlia:
- Marie Elisabeth (18 gennaio 1718 – 8 gennaio 1737), sposò il 25 ottobre 1733 il conte Ferdinando Bonaventura von Harrach. La coppia non ebbe figli.